# アイノ＝カイサ・サーリネン
アイノ＝カイサ・サーリネン（Aino-Kaisa Saarinen、1979年2月1日 - ）は、フィンランドのパイヤト＝ハメ県ホッロラ出身のクロスカントリースキー選手。

## プロフィール
サーリネンは1998年3月7日に地元フィンランドで行われたラハティスキーゲームズでクロスカントリースキー・ワールドカップにデビューしたが15km51位に終わった。
地元開催の2001年ノルディックスキー世界選手権代表となり個人スプリントに出場したが11位に終わった。
2003年3月8日のホルメンコーレンスキー大会30kmでワールドカップ初の3位入賞、2006年のトリノオリンピックではチームスプリントで銅メダルを獲得、10kmとリレー7位、30km17位、個人スプリント26位の成績を残した。
2007年ノルディックスキー世界選手権ではリレーで金メダルを獲得、30km4位、パシュート6位、個人スプリント18位、10km途中棄権。2007年3月17日のホルメンコーレンスキー大会30kmでワールドカップ初勝利をあげ、総合5位となった。
2009年ノルディックスキー世界選手権では自己最高の成績を残した。10km、チームスプリント、リレーと3つの金メダルを獲得、パシュート銅メダル、30km7位入賞。またワールドカップでも自己最高の総合3位となった。
2010年バンクーバーオリンピックではリレーと30kmで銅メダルを獲得し、パシュート5位入賞、個人スプリント13位、10km15位となった。
2011年ノルディックスキー世界選手権はチームスプリント銀メダル、10kmとリレーで銅メダル、パシュート8位、30km23位だった。